# Sea of Light
Sea of Light (с англ. — «Море света») — девятнадцатый студийный альбом британской хард-рок-группы Uriah Heep, выпущенный в 1995 году. Автор обложки альбома — Роджер Дин.
Альбом был хорошо принят поклонниками группы. Песни с него исполняются группой и поныне.

## Список композиций
Песни, кроме отмеченных, написаны Миком Боксом и Филом Лансоном
1. «Against the Odds» — 06:12
2. «Sweet Sugar» (Тревор Болдер) — 04:43
3. «Time of Revelation» — 04:02
4. «Mistress of All Time» (Лансон) — 05:33
5. «Universal Wheels» — 05:39
6. «Fear of Falling» (Болдер) — 04:38
7. «Spirit of Freedom» — 04:14
8. «Logical Progression» — 06:12
9. «Love in Silence» — 06:48
10. «Words in the Distance» — 04:46
11. «Fires of Hell (Your Only Son)» (Болдер) — 03:56
12. «Dream On» (Болдер) — 04:26

Бонус-треки в издании 2013 года
- «She Still Calls His Name»
- «Sail the Rivers»
- «Dream On (single edit)»

## Участники записи

#### Uriah Heep
- Мик Бокс — гитара, вокал
- Ли Керслейк — ударные, вокал
- Тревор Болдер — бас-гитара, вокал, соведущий вокал в треке 6
- Фил Лансон — клавишные, вокал
- Берни Шо — вокал

#### Дополнительные музыканты
- Пит Зильк — дополнительные клавишные
- Пит Бэккетт — дополнительный бэк-вокал, аранжировка струнных в «Love in Silence»
- Рольф Кёлер — дополнительный бэк-вокал

#### Производство
- Калле Трапп — продюсер, звукоинженер, микширование
- Роджер Дин — автор обложки

## Чарты
| Год  | Чарт                 | Высшая позиция |
| ---- | -------------------- | -------------- |
| 1995 | Swiss Albums Top 100 | 29             |
| 1995 | German Albums Chart  | 87             |